# Station London Fenchurch Street
Fenchurch Street is een spoorwegstation in de zuidoosthoek van de City of London vlak bij de Tower of London en ongeveer 3 km ten oosten van station London Charing Cross.
Het is uniek voor een eindstation in Londen dat er geen directe verbinding is met een station van de metro van Londen. Een tweede uitgang van het station ligt vlak bij het metrostation Tower Hill (aan de District Line en Circle Line)en Tower Gateway van de Docklands Light Railway. Het metrostation Aldgate (aan de Metropolitan Line en Circle Line) is eveneens dichtbij.
Het station is een van de 17 stations die door Network Rail onderhouden worden.